# Euseius ruiliensis
Euseius ruiliensis är en spindeldjursart som först beskrevs av Wu och Li 1985.  Euseius ruiliensis ingår i släktet Euseius och familjen Phytoseiidae. Inga underarter finns listade i Catalogue of Life.